# De hemelse jonk
De hemelse jonk is het 22ste stripalbum uit de Yoko Tsuno-reeks van Roger Leloup. De strip werd voor het eerst uitgegeven bij Dupuis in 1998. 